# سوفی اکسانن
سوفی-الینا اُکسانن (به فنلاندی: Sofi-Elina Oksanen) (زادهٔ ۷ ژانویه ۱۹۷۷) نویسندهٔ فنلاندی است. تطهیر مشهورترین رمان او است که در سال ۲۰۰۸ منتشر شد و چندین جایزه برای او به‌همراه داشت. فیلمی با همان نام نیز در سال ۲۰۱۲ از روی آن ساخته شد.

## زندگی‌نامه
سوفی اکسانن در ییواسکیلا در فنلاند مرکزی از مادری استونیایی و پدری فنلاندی به دنیا آمد. در دانشگاه ییواسکیلا و دانشگاه هلسینکی ادبیات و در آکادمی تئاتر فنلاند نمایش خواند. او تطهیر را نخست به شکل یک نمایشنامه نوشت و کتاب آن را در سال ۲۰۰۸ در فنلاند منتشر کرد. داستان این کتاب دربارهٔ خشونت علیه زنان در استونی تحت سلطهٔ شوروی و پس از آن است.

## زندگی شخصی
اکسانن دوجنس‌گراست.